# 陣馬山
陣馬山（日语：／）是位於東京都八王子市與神奈川縣相模原市綠區交界的山，海拔854.8公尺。過去也寫作陣場山。

## 概要
陣馬山位於關東山地（秩父山地）東緣，因頂部平坦寬廣又稱為陣馬高原。目前已被劃入東京都立高尾陣場自然公園與神奈川縣立陣馬相模湖自然公園，並入選關東富士見百景、神奈川景勝50選與八王子八十八景。另外，本山也以奧高尾縱走路、賞櫻名所而知名。
關於山名由來，一說是武田氏進攻北條氏的瀧山城時在此佈陣而稱「陣場」，也有一說是「茅（チガヤ）場」轉音而來，或是在此擺出馬陣而寫作「陣馬」等說法。
1960年代後半，京王帝都電鐵（現：京王電鐵）為了將此地發展為觀光地，於山頂設立白馬像。
山頂設有廁所，並有信玄茶屋、富士見茶屋、清水茶屋等商店。

## 交通方式
- JR中央本線、京王電鐵京王高尾線高尾站北口搭乘西東京巴士（日语：西東京バス）[靈園32] 往「陣馬高原下」於終點站「陣馬高原下」下車（37分），上山約需1小時20分，下山約1小時[1]。人潮較多時增開直達「夕燒小燒」的急行巴士。
- JR中央本線藤野站搭乘津久井神奈交巴士（日语：津久井神奈交バス）[野08] 往和田
  - 「陣馬登山口」下車（5分），經一之尾根上山約1小時40分，下山約1小時20分[1]。
  - 「陣馬登山口」下車（5分），經栃谷尾根上山約1小時40分，下山約1小時10分[1]。
  - 終點「和田」下車（14分），經和田尾根上山約1小時30分，下山約55分[1]。
- 和田峠（日语：和田峠 (東京都・神奈川県)）上山約30分，下山約20分[1]。
- 京王高尾線高尾山口站經高尾山、景信山（日语：景信山）行走約需5小時40分，返程約5小時5分[1]（經6號路或稻荷山路線）。

登山者多選擇陣馬高原下或陣馬登山口（一之尾根）登山。陣馬高原下巴士站的班次較多，而陣馬登山口（一之尾根）路線較為平緩。
2006年11月以前的春、秋兩季假日，京王電鐵京王線京王八王子站、JR中央本線八王子站北口可搭乘西東京巴士的「夕燒小燒號」前往陣馬高原下。

## 圖片

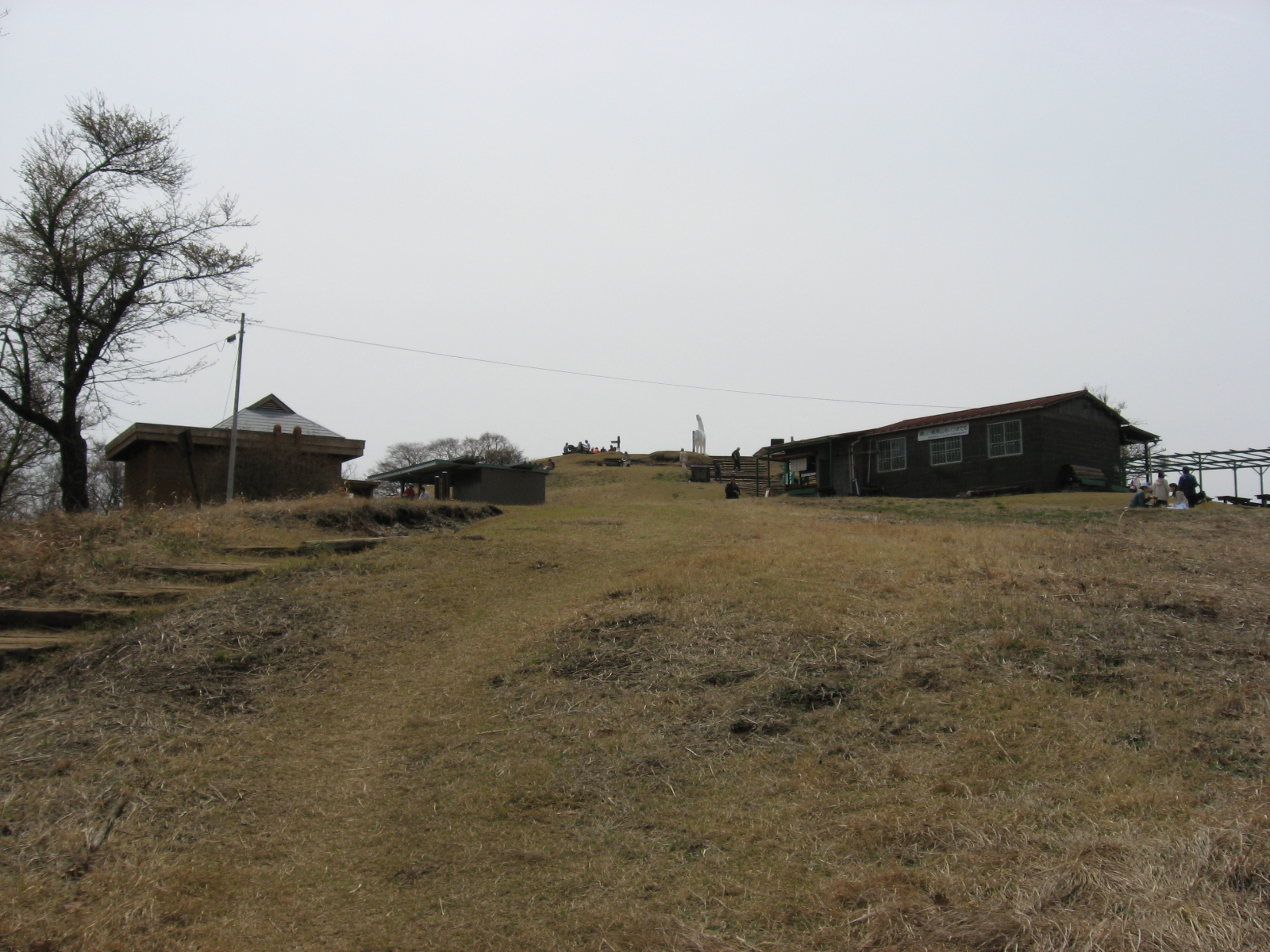
寬廣的陣馬山山頂
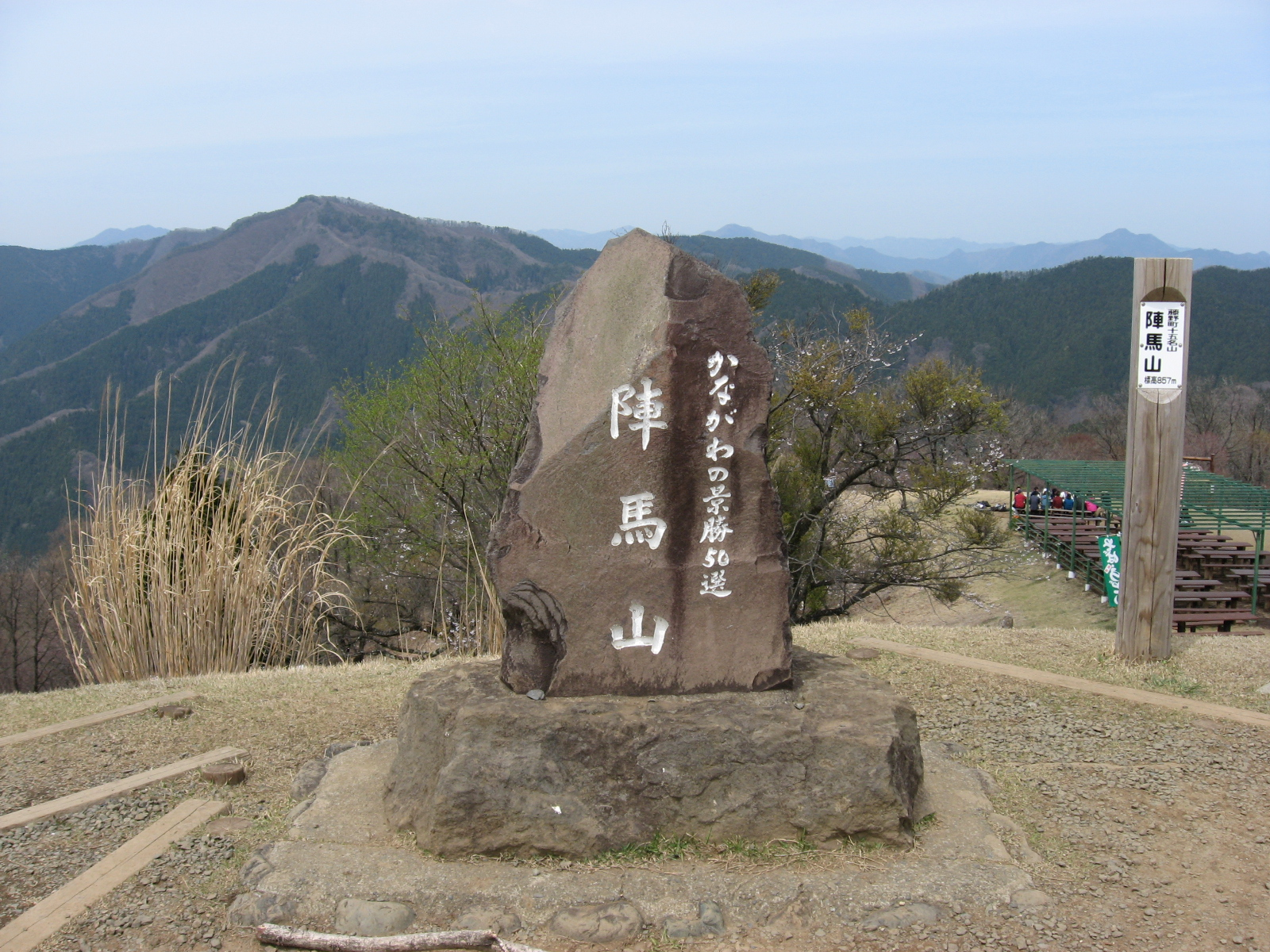
神奈川景勝50選之碑

## 外部連結
- 信玄茶屋 （页面存档备份，存于）
- 神奈川縣自然環境保全中心 （页面存档备份，存于）